# Laerte Milani
Laerte Milani (Mezzogoro, 20 novembre 1913 – Ferrara, 11 marzo 1987) è stato uno scultore e regista cinematografico italiano.

## Biografia
Era figlio di Luigi, morto in combattimento durante la prima guerra mondiale e di Teresa Bergami. Frequentò la scuola d'arte "Dosso Dossi" di Ferrara sotto la guida di Giovan Battista Longanesi-Cattani e contemporaneamente lo studio privato dello scultore Edgardo Casarotti. Esordì a sedici anni nel 1929 in una mostra collettiva a Ferrara, presentando un bozzetto per il Foro Italico di Roma.
Tornò ad esporre nelle successive collettive ferraresi dal 1932 al 1943 e intanto portò avanti gli studi all'liceo artistico di Modena e, successivamente, all'accademia di belle arti di Bologna, in cui fu allievo di Ercole Drei.
Divenuto un apprezzato scultore della Ferrara del novecento, Milani vinse il biennale Premio Torreggiani, bandito dal Comune, nelle edizioni del 1933, 1935, 1937, 1939 e 1941. 
Fu autore, agli inizi degli anni Trenta, di alcuni dei busti in marmo collocati nel Sacrario dei Martiri fascisti (Guerrino Ghisellini, Aldino Grossi) posto nell'allora nuova sede della Casa del Fascio, assieme ai colleghi Giuseppe Virgili, Ulderico Fabbri, Enzo Nenci, Antonio Alberghini e Gaetano Galvani.
Realizzò il bassorilievo della Maternità per la colonia marina "Camillo Balbo" a Cattolica e progettò un grande monumento allegorico previsto nel 1942 all'ingresso della zona industriale della città, modellando quattro figure in gesso. Il previsto monumento in marmo non venne mai realizzato a causa degli eventi bellici. Milani realizzò anche varie opere nel cimitero monumentale della Certosa di Ferrara.
Al termine del conflitto, Milani fu docente di Formatura per vari anni all'istituto "Dosso Dossi". Tra i tanti allievi vi fu anche la futura scultrice Rita Da Re. Un violento incendio distrusse tutte le sculture realizzate anteguerra e che erano depositate nella casa di un amico e dopo questo grave episodio, vedendovi un segno del destino, decise di abbandonare la scultura ma continuò ad eseguire qualche ritratto su commissione.
Assieme al fratello Ribelle e all'amico Isacco Gigli (nipote del tenore Beniamino), fondò la "Pubblicine", specializzandosi nella realizzazione di filmati pubblicitari commissionati da ditte dell'intera regione ed eseguite con la tecnica del cartone animato. Tra i collaboratori l'ex allievo Sandro Symeoni, destinato a diventare un famoso cartellonista cinematografico.
In seguito realizzò un cortometraggio svincolato dalla committenza e nel 1959 firmò Destinazione errata, cartone animato che costò tre anni di lavorazione e in cui coinvolse alcuni dei migliori allievi del "Dosso Dossi". Ispirato sia allo stile disneyano che alle più frenetiche Merrie Melodies, la fiabesca pellicola da lui prodotta e diretta ricevette un premio ministeriale e fu proiettato in tutta Italia.
La "Pubblicine" continuò ad operare negli anni sessanta, finché Milani si vide costretto a chiuderla, dopo aver tentato inutilmente di istituire nella scuola un corso per l'insegnamento tecnico del cartone animato. Riprese a modellare rimeditando suggestioni della scultura classica, soprattutto fittili, insegnò plastica fino al 1977 e partecipò a concorsi ricevendo alcuni riconoscimenti. Vinse il Premio Niccolini, bandito dalla Cassa di Risparmio di Ferrara, nelle edizioni 1979 e 1986. Le opere presentate in quelle occasioni furono acquistate poi esposte in permanenza in luoghi pubblici: La scarpetta nello scalone del Palazzo Barbantini-Koch; Confidenze fra adolescenti sullo scalone del Palazzo della Camera di commercio. Sempre alla Camera di Commercio si conserva anche un nucleo di suoi disegni preparatori alle sculture.
Altra opera monumentale è la Vedova di guerra realizzata in bronzo per la chiesa di Santa Maria in Vado, variante di un'opera analoga in marmo a Portomaggiore. In marmo è Soli, conservata al Museo d'arte moderna e contemporanea Filippo de Pisis. Alla Fondazione Cavallini Sgarbi a Ro Ferrarese, è custodito il ritratto in gesso di Matilde Tucci Magnani. In bronzo (con supporto in marmo) è il ritratto del pittore Volto di Nemesio Orsatti, al Centro Civico di Pontelagoscuro, nella sala omonima.
Oltre ad aver esposto negli ultimi dieci anni di vita in mostre personali e collettive, allestite in Emilia-Romagna e nelle Marche, prese a insegnare alla scuola privata del Club amici dell'arte di Ferrara, dove fra gli altri ebbe come allievo Alfredo Filippini.